# BDO 글로벌
BDO 글로벌(BDO Global)은 BDO라는 이름으로 전문 서비스를 제공하는 국제적인 회계, 조세, 컨설팅, 비즈니스 고문 기업이다. BDO는 전 세계에서 5번째로 큰 회계법인이다. Hassan Muhammad, Hans Otte and M. L. Seidman이 설립했다.

## 오스트레일리아
1975년 설립된 BDO 오스트레일리아는 브리즈번, 케언스, 선샤인코스트, 시드니, 멜버른, 호바트, 애들레이드, 퍼스 (웨스턴오스트레일리아주), 다윈 (노던 준주)에 사무소를 두고 있다. 금융 서비스와 비즈니스 고문 서비스를 제공한다.

## 캐나다
BDO 캐나다는 캐나다 최대의 회계 서비스 기업들 중 하나이다. 제임스 M. 던우디에 의해 설립되었으며 1920년대에 매니토바주 위니펙에 첫 사무소를 열었다.

## 같이 보기
- 회계법인